# 1. deild 1980 (Islanda)
La 1. deild 1980 fu la 69ª edizione della massima serie del campionato di calcio islandese disputata tra il 10 maggio e il 14 settembre 1980 e conclusa con la vittoria del Valur, al suo diciassettesimo titolo.
Capocannoniere del torneo fu Matthías Hallgrímsson (Valur) con 15 reti.

## Formula
Come nella stagione precedente le squadre partecipanti furono dieci e si incontrarono in un turno di andata e ritorno per un totale di diciotto partite.
Le ultime due classificate retrocedettero in 2. deild karla.
Le squadre qualificate alle coppe europee furono tre: i campioni alla Coppa dei Campioni 1981-1982, la seconda alla Coppa UEFA 1981-1982 e il vincitore della coppa nazionale alla Coppa delle Coppe 1981-1982.
Il Víkingur si qualificò alla Coppa UEFA avendo vinto lo spareggio contro il ÍA.

## Squadre partecipanti
| Club       | Città          | Stadio | Posizione 1979     |
| ---------- | -------------- | ------ | ------------------ |
| Fram       | Reykjavík      |        | 6°                 |
| Þróttur    | Reykjavík      |        | 8°                 |
| Valur      | Reykjavík      |        | 3°                 |
| KR         | Reykjavík      |        | 5°                 |
| Breiðablik | Kópavogur      |        | 2. deild           |
| Keflavík   | Keflavík       |        | 4°                 |
| ÍA         | Akranes        |        | 2°                 |
| Víkingur   | Reykjavík      |        | 7°                 |
| ÍBV        | Vestmannaeyjar |        | Campione d'Islanda |
| FH         | Hafnarfjörður  |        | 2. deild           |

## Classifica finale
|                    | Pos. | Squadra    | Pt | G  | V  | N | P  | GF | GS | DR  |
| ------------------ | ---- | ---------- | -- | -- | -- | - | -- | -- | -- | --- |
| Islanda (bandiera) | 1.   | Valur      | 28 | 18 | 13 | 2 | 3  | 43 | 16 | +27 |
|                    | 2.   | Fram       | 25 | 18 | 11 | 3 | 4  | 23 | 19 | +4  |
|                    | 3.   | ÍA         | 20 | 18 | 8  | 4 | 6  | 29 | 20 | +9  |
|                    | 4.   | Víkingur   | 20 | 18 | 7  | 6 | 5  | 24 | 23 | +1  |
|                    | 5.   | Breiðablik | 17 | 18 | 8  | 1 | 9  | 25 | 22 | +3  |
|                    | 6.   | ÍBV        | 17 | 18 | 5  | 7 | 6  | 26 | 28 | -2  |
|                    | 7.   | KR         | 16 | 18 | 6  | 4 | 8  | 16 | 25 | -9  |
|                    | 8.   | FH         | 15 | 18 | 5  | 5 | 8  | 24 | 34 | -10 |
|                    | 9.   | Keflavík   | 13 | 18 | 3  | 7 | 8  | 16 | 26 | -10 |
|                    | 10.  | Þróttur    | 9  | 18 | 2  | 5 | 11 | 13 | 26 | -13 |

Legenda:
      Campione d'Islanda e ammesso alla Coppa dei Campioni
      Ammesso alla Coppa delle Coppe
      Ammesso alla Coppa UEFA
      Retrocesso in 2. deild karla
Note:
Due punti a vittoria, uno a pareggio, zero a sconfitta.

### Verdetti
- Valur Campione d'Islanda 1980 e qualificato alla Coppa dei Campioni
- Víkingur qualificato alla Coppa UEFA
- Fram qualificato alla Coppa delle Coppe
- Keflavík e Þróttur retrocesse in 2. deild karla.